# Loge (Etymologie)
Das Wort Loge ist ein Lehnwort aus dem Französischen. Das französische Wort wiederum leitet sich aus dem Germanischen und Althochdeutschen ab. Ursprung ist die Bezeichnung für Laub in verschiedenen germanischen Sprachen (althochdeutsch loub, gotisch lauf, englisch leaf, schwedisch löv), diese sind vermutlich eine Erweiterung der indogermanischen Wortwurzel leu (abschneiden, abschälen, abreißen). Von den Bezeichnungen für Laub, leiten sich das althochdeutsche louba und das altfränkische loubja (Laubhütte, Häuschen) ab, diese werden von romanischen Sprachen übernommen und dort zum mittellateinischen lobia und schließlich zum altfranzösischen loge. Das französische Wort wird dann in der Neuzeit in unterschiedlichen spezialisierten Bedeutungen verwandt, die als Lehnwörter ins Deutsche übernommen wurden:
- ein kleines, vorn offenes oder zum Hinausschauen eingerichtetes Zimmer, z. B. für einen Pförtner (siehe auch Concierge)
- ein vorn offener und mit einer Brüstung versehener, seitwärts aber abgeschlossener Sitzraum in Oper, Theater und ähnlichen Veranstaltungsräumen: Loge (Zuschauerraum)
- ein Sitzbereich, vor allem in Wiener Kaffeehäusern und Konditoreien, auch Sitzloge genannt, mit gepolsterten Sitzbänken in halbrunder, U-förmiger oder L-förmiger Ausführung und in der Regel einem Tisch
- eine Vereinigung oder Gemeinschaft, die sich gegenüber der Öffentlichkeit in mehr oder weniger starkem Ausmaß abgrenzt und Mitglieder nur nach bestimmten Kriterien aufnimmt. Diese sind verpflichtet, über Interna Stillschweigen zu bewahren (vgl. Logenvereinigung).
- eine einzelne, lokal angesiedelte Freimaurerloge
- im erweiterten Sinn der nichtöffentliche Versammlungsort einer solchen Gemeinschaft
- ein Zusammenschluss von Künstlern, Künstlergenossenschaft, Berufsgenossenschaft (vgl. die „Internationale Artisten-Loge“)
- ein österreichischer Ausdruck für eine öffentliche Toilettenanlage, die von Homosexuellen für Sex benutzt wird, siehe Klappe (Sex)
- eine niedersächsische Ortsbezeichnung für einen „niedrigen Ort“ oder Grasanger. Die Bezeichnungen Loh und Lohe gehen auf denselben mittelhochdeutschen Ursprung zurück.[2]